# Laetacara thayeri

## Espècies
- Lamprologus callipterus (Boulenger, 1906)
- Lamprologus congoensis (Schilthuis, 1891)
- Lamprologus finalimus (Nichols & La Monte, 1931)
- Lamprologus kungweensis (Poll, 1956)
- Lamprologus laparogramma (Bills & Ribbink, 1997)
- Lamprologus lemairii (Boulenger, 1899)

- Lamprologus lethops (Roberts & Stewart, 1976)
- Lamprologus meleagris (Büscher, 1991)
- Lamprologus mocquardi (Pellegrin, 1903)
- Lamprologus mocquardi (Pellegrin, 1903)
- Lamprologus multifasciatus (Boulenger, 1906)
- Lamprologus ocellatus (Steindachner, 1909)
- Lamprologus ornatipinnis (Poll, 1949)
- Lamprologus signatus (Poll, 1952)
- Lamprologus speciosus (Büscher, 1991)
- Lamprologus stappersi (Pellegrin, 1927)
- Lamprologus symoensi (Poll, 1976)
- Lamprologus teugelsi (Schelly & Stiassny, 2004)[1]
- Lamprologus tigripictilis (Schelly & Stiassny, 2004)[1]
- Lamprologus tumbanus (Boulenger, 1899)
- Lamprologus werneri (Poll, 1959)[2][3][4][5][6][7][8][9][10]

Laetacara thayeri es una especie de peces de la familia Cichlidae en el orden de los Perciformes.

## Morfología
Los machos pueden llegar alcanzar los 12 cm de longitud total.

## Distribución geográfica
Se encuentran en Sudamérica: río Amazonas (Brasil).